# Österreichische Feldhandballmeisterschaft der Frauen 1923
Die Spielzeit 1923 war die erste reguläre Spielzeit der Österreichischen Feldhandballmeisterschaft der Frauen im österreichischen Feldhandball.

## Modus
Der Titel wurde in einer Gruppe mit sechs Mannschaften ausgespielt.

## Tabelle
| Pl.                                |  | Verein                           | Sp. | S | U | N | Tore  | Diff. | Punkte |
| ---------------------------------- |  | -------------------------------- | --- | - | - | - | ----- | ----- | ------ |
| 1.                                 |  | DSC Danubia                      | 5   | 4 | 1 | 0 | 07:10 | +6    | 09:10  |
| 2.                                 |  | SC Ferrowatt                     | 5   | 3 | 1 | 1 | 05:30 | +2    | 07:30  |
| 3.                                 |  | SC Nicholson                     | 5   | 3 | 0 | 2 | 07:50 | +2    | 06:40  |
| 4.                                 |  | Vienna Cricket and Football-Club | 5   | 1 | 1 | 3 | 02:30 | −1    | 03:70  |
| 5.                                 |  | SC Neutral                       | 5   | 1 | 1 | 3 | 03:90 | −6    | 03:70  |
| 6.                                 |  | Wiener Rasensportfreunden        | 5   | 0 | 2 | 3 | 02:50 | −3    | 02:80  |
| Quelle: , Stand: 14. November 1923 |  |                                  |     |   |   |   |       |       |        |